# Communauté de communes du canton de Saint-Trivier-de-Courtes
Pour les articles homonymes, voir Saint-Trivier.
La communauté de communes du canton de Saint-Trivier-de-Courtes est une ancienne communauté de communes située dans l'Ain et regroupant douze communes. Ces communes appartiennent depuis le 1er janvier 2017 à la communauté d'agglomération du Bassin de Bourg-en-Bresse.

## Historique
- 26 décembre 2000 : Transformation du district de la Plaine de Bresse en communauté de communes
- 14 mars 2001 : Nouvelle dénomination avec communauté de communes du canton de Saint-Trivier-de-Courtes au lieu de communauté de communes de la plaine de Bresse
- 14 mars 2001 : Composition du bureau et du comité syndical
- 27 mars 2001 : Modification des statuts nouvelle rédaction article 5
- 27 septembre 2005 : Modification des compétences (procédure liée à la définition de l'IC)
- 22 mars 2007 : Modification des compétences (Marpa)
- 1er janvier 2017 : Fusion avec la Communauté d'agglomération de Bourg-en-Bresse et cinq autres communautés de communes pour donner naissance à la communauté d'agglomération du Bassin de Bourg-en-Bresse[2]

## Composition
Elle était composée des communes suivantes :
| Nom                              | Code Insee | Gentilé        | Superficie (km2) | Population (dernière pop. légale) | Densité (hab./km2) |
| -------------------------------- | ---------- | -------------- | ---------------- | --------------------------------- | ------------------ |
| Saint-Trivier-de-Courtes (siège) | 01388      | Trivicourtois  | 16,53            | 1 099 (2014)                      | 66                 |
| Cormoz                           | 01124      | Cormoziens     | 19,56            | 665 (2014)                        | 34                 |
| Courtes                          | 01128      |                | 9,06             | 291 (2014)                        | 32                 |
| Curciat-Dongalon                 | 01139      | Curciatis      | 23,94            | 451 (2014)                        | 19                 |
| Lescheroux                       | 01212      | Lescherouxiens | 20,05            | 708 (2014)                        | 35                 |
| Mantenay-Montlin                 | 01230      | Mantenayrons   | 10,80            | 306 (2014)                        | 28                 |
| Saint-Jean-sur-Reyssouze         | 01364      |                | 27,48            | 736 (2014)                        | 27                 |
| Saint-Julien-sur-Reyssouze       | 01367      |                | 7,52             | 731 (2014)                        | 97                 |
| Saint-Nizier-le-Bouchoux         | 01380      |                | 28,30            | 685 (2014)                        | 24                 |
| Servignat                        | 01406      |                | 7,99             | 174 (2014)                        | 22                 |
| Vernoux                          | 01433      |                | 10,20            | 322 (2014)                        | 32                 |
| Vescours                         | 01437      |                | 12,48            | 246 (2014)                        | 20                 |

## Compétences
- Collecte des déchets des ménages et déchets assimilés
- Traitement des déchets des ménages et déchets assimilés
- Action sociale
- Action de développement économique (Soutien des activités industrielles, commerciales ou de l'emploi, soutien des activités agricoles et forestières...)
- Tourisme
- Construction ou aménagement, entretien, gestion d'équipements ou d'établissements culturels, socioculturels, socioéducatifs, sportifs
- Activités périscolaires
- Schéma de cohérence territoriale (SCOT)
- Création et réalisation de zone d'aménagement concerté (ZAC)
- Opération programmée d'amélioration de l'habitat (OPAH)
- Autres

## Pour approfondir